# لي غرانت
لي غرانت (بالإنجليزية: Lee Grant)‏ (ولدت باسم لوفا هاسكل روزنتال؛ 31 أكتوبر، خلال منتصف العشرينيات من القرن الماضي)، ممثلة أمريكية حائزة على جائزتي أوسكار وإيمي وجائزة نقابة المخرجين الأمريكيين (دي جي إيه) لعملها كمخرجة.
كان أول ظهور لـ لي غرانت في فيلم عام 1951 بدور لصة في فيلم دتكتيف ستوري (قصة محقق) للمخرج ويليام ويلر، وشاركها البطولة كل من كيرك دوغلاس وإليانور باركر. وقد نالت عن هذا الدور ترشيح أوسكار لأفضل ممثلة مساعدة وكذلك جائزة أفضل ممثلة في مهرجان كان السينمائي عام 1952.
في عام 1952 كانت مدرجة على القائمة السوداء فلم تحصل على أدوار تمثيلية لمدة الـ 12 عامًا التالية. إذ اقتصر عملها الفني على الصدفة في تلك المرحلة وعملت كمدرسة أيضًا. ثم أزيل اسمها من القائمة السوداء في عام 1962، وعادت لتبني مهنتها التمثيلية من جديد. فنالت دورًا في مسلسل بيتون بليس التلفزيوني (1965 – 1966) التابع لقناة 71. تلا ذلك حصولها على أدوار رئيسية في أفلام مثل فالي أوف دولز 1967، وإن ذا هيت أوف نايت (في دفء الليل)، وشامبو 1975، الذي نالت عنه جائزة الأوسكار. وفي عام 1964، فازت بجائزة أوبي للأداء المتميز من قبل ممثلة عن أدائها في ذا ميدس. وخلال مشوارها المهني، ترشحت لجائزة إيمي سبع مرات بين الأعوام 1966 و1993، وفازت بها مرتين. وقد حاز فيلمها داون أند أوت إن أمريكا على جائزة الأوسكار لأفضل فيلم وثائقي عام 1986.

## نشأتها
وُلِدت لي غرانت باسم لوفا هاسكل روزنتال في مانهاتن، وهي الابنة الوحيدة لـ ويشا (لقبها قبل الزواج: هاسكل)، وكانت ممثلة ومعلمة، ووالدها أبراهام روزنتال، كان يعمل سمسار عقارات ومعلمًا. وقد ولد والدها في مدينة نيويورك، لمهاجرين يهوديين من بولندا، مثلما كانت والدتها مهاجرة يهودية من روسيا. أقامت الأسرة في 706 ريفرسايد درايف في حي هاميلتون هايتس في مانهاتن. تاريخ ميلادها هو 31 أكتوبر، لكن سنة ميلادها غير محددة، فجميع السنوات بين 1925 و1931 ذُكرت في مرحلة ما كسنة لميلادها؛ ومع ذلك، تشير بيانات التعداد وبيانات السفر والشهادة إلى أنها ولدت في 1925 أو 1926، في حين أن عمر غرانت المعلن في وقت ظهورها المهني الأول وترشيح أوسكار يُشير إلى أنها ولدت في عام 1927.
ظهرت لأول مرة في لاأوراكولا في أوبرا متروبوليتان في عام 1931، وانضمت لاحقًا إلى الباليه الأمريكي في سن المراهقة. وقد ارتادت رابطة طلاب الفن في نيويورك، ومدرسة جوليارد للموسيقى، وثانوية الموسيقى والفن، ومدرسة جورج واشنطن الثانوية، وكلها كانت في مدينة نيويورك. حين تخرجت غرانت من المدرسة الثانوية، حصلت على منحة دراسية في مدرسة نيبرهود بلاي هاوس للمسرح، حيث درست تحت إشراف سانفورد ميسنر. وتابعت غرانت دراستها تحت إشراف أوتا هاغن في استوديو إتش بي. وفي وقت لاحق سجلت في استديو الممثلين في نيويورك.

## جوائز وترشيحات
حصلت على جوائز منها:
- جائزة الأوسكار لأفضل ممثلة مساعدة، عن عمل: شامبو.

ترشحت لـ:
- جائزة الأوسكار لأفضل ممثلة مساعدة، عن عمل: قصة محقق
- جائزة الأوسكار لأفضل ممثلة مساعدة، عن عمل: شامبو
- جائزة الأوسكار لأفضل ممثلة مساعدة، عن عمل: The Landlord [الإنجليزية]‏
- جائزة الأوسكار لأفضل ممثلة مساعدة، عن عمل: Voyage of the Damned [الإنجليزية]‏.

## وصلات خارجية
- لي غرانت على موقع IMDb (الإنجليزية)
- لي غرانت على موقع الموسوعة البريطانية (الإنجليزية)
- لي غرانت على موقع روتن توميتوز (الإنجليزية)
- لي غرانت على موقع مونزينجر (الألمانية)
- لي غرانت على موقع ألو سيني (الفرنسية)
- لي غرانت على موقع تيرنر كلاسيك موفيز (الإنجليزية)
- لي غرانت على موقع أول موفي (الإنجليزية)
- لي غرانت على موقع قاعدة بيانات برودواي على الإنترنت (الإنجليزية)
- لي غرانت على موقع قاعدة بيانات الأفلام السويدية (السويدية)
- لي غرانت على موقع إن إن دي بي (الإنجليزية)